# С-31 (подводная лодка)
С-31 — советская дизель-электрическая торпедная подводная лодка серии IX-бис, С — «Средняя» времён Второй мировой войны. Построена в 1937—1940 годах. Во время Великой Отечественной войны совершила 21 боевой поход на Чёрном море (в том числе пять транспортных в Севастополь), достоверно потопила один корабль (220 т), награждена званием Краснознамённый корабль (1944). До 1955 года входила в состав Черноморского флота, затем служила плавучей зарядовой станцией, в 1975 году утилизирована.

## История строительства
Заложена 5 октября 1937 года на заводе № 198 в Николаеве под заводским номером 347 и названием Н-31, 20 октября переименована в С-31, спущена на воду 22 февраля 1939 года. 15 марта 1940 года получила лёгкие повреждения из-за Л-4, протаранившей плавучий бон, к которому была пришвартована С-31. 28 марта С-31 столкнулась с катером. 19 июня принята в строй, 25 июня поднят Военно-морской флаг, вошла в состав 13-го дивизиона 1-й бригады подводных лодок. К концу 1940 года числилась во второй линии.

## История службы
Начало Великой Отечественной войны С-31 встретила в Севастополе во время прохождения ремонта под командованием капитан-лейтенанта Иллариона Федотовича Фартушного.

### 1941 год
15 июля 1941 года вышла в первый боевой поход на позицию к югу от Феодосии, 3 августа вернулась на базу, встреч с противником не имела. С 21 августа по 8 сентября — второй боевой поход, патрулировала у берегов Болгарии в районе Шабла — Калиакра. 25 сентября вышла в третий боевой поход в тот же район к берегам Болгарии, 27 сентября обнаружила румынский эсминец, атаковать не смогла из-за невыгодных условий. 7 октября пыталась преследовать отряд румынских кораблей, однако была обстреляна сторожевыми кораблями. 13 октября вернулась на базу в Севастополь. 26 октября вышла в четвёртый боевой поход в Каркинитский залив для артиллерийского обстрела береговых целей, ночью выпустила 79 снарядов, днём 27 октября возвратилась на базу. 29 октября вышла в пятый боевой поход, патрулировала район мыса Эмине, встреч с противником не имела, 12 ноября вернулась на базу в Поти и встала на ремонт, продлившийся до января 1942 года.

### 1942 год
Шестой боевой поход начался 28 января 1942 года. С-31 снова патрулировала у мыса Эмине, противника не встретила, 13 февраля вернулась в Поти. 17 апреля вышла в седьмой боевой поход, патрулировала западное побережье Чёрного моря на позиции № 37, которая включала в себя район от Созопола и южнее, 1 мая обнаружила турецкий баркас, других встреч не имела, 7 мая вернулась в Поти. 8 мая вместо переведённого на Л-23 Фартушного командиром С-31 назначен его старпом Николай Павлович Белоруков, военным коммисаром назначен капитан 3-го ранга П. Н. Замятин. В конце мая с подводной лодки были выгружены боеприпасы, часть топлива и других грузов, после чего С-31 перешла в Новороссийск для участия в снабжении осаждённого Севастополя.
- 30 мая — 2 июня: восьмой боевой поход — первый в Севастополь, доставлено 39,5 тонн боеприпасов, 6,5 тонн консервов, 3 тонны муки.
- 3-6 июня: девятый боевой поход — второй в Севастополь, доставлено 40 тонн боеприпасов, 222 мешка риса, четыре пассажира.
- 7-10 июня: десятый боевой поход — третий в Севастополь, доставлено 15 тонн бензина, 2300 зенитных снарядов калибра 76 мм, эвакуировано 20 человек.
- 12-16 июня: одиннадцатый боевой поход — четвёртый в Севастополь, доставлено 55 тонн боеприпасов и три пассажира, эвакуирован 21 человек.
- 18-21 июня: двенадцатый боевой поход — пятый в Севастополь, доставлено 38,7 тонн боеприпасов, 30 тонн бензина, один пассажир. Эвакуировано 20 человек.

До августа 1942 года С-31 находилась в ремонте.
6 августа отправилась в тринадцатый боевой поход — патрулировала у берегов Румынии в районе Констанцы, неоднократно обнаруживала сторожевые катера, в атаки не выходила. 26 августа вернулась на базу в Поти.
12 сентября вышла в четырнадцатый боевой поход, находилась в районе Ялты, ночью на 20 сентября наводила на цель советские торпедные катера. 21 сентября в Ялтинском заливе С-31 осуществила двухторпедный залп по неопознанному судну. По воспоминаниям князя Боргезе торпеды взорвались на берегу, убив пятерых немцев. 22 сентября С-31 двумя торпедами атаковала десантную баржу. На лодке слышали взрыв, посчитав его доказательством успеха, однако атакованная БДБ F-359 не пострадала, а конвоировавший её торпедный катер сбросил на лодку несколько глубинных бомб. 27 сентября С-31 обстреляла порт Ялты, выпустив 22 снаряда калибра 100 мм и доложив о возникшем в результате обстрела пожаре. 30 сентября лодка, уклонившись от атаки пары союзных самолётов МБР-2, возвратилась на базу в Поти.
Пятнадцатый боевой поход С-31 продлился лишь двое суток, 25 ноября она вышла из базы, направляясь в район мыса Тарханкурт, но из-за неисправности была вынуждена вернуться — сильные волны сорвали три листа обшивки правого борта, вследствие чего заклинило правый гребной вал, лодка прошла короткий ремонт.
Шестнадцатый поход состоялся 4-24 декабря, лодка патрулировала в районе Тарханкурта, но встреч с противником не имела.

### 1943 год
Всю первую половину 1943 года С-31 провела в ремонте, а затем потратила некоторое время на боевую подготовку после длительного перерыва. В апреле в госпитале от сыпного тифа умер лейтенант медслужбы С-31 Н. Н. Лубков. В июле лодка совершила учебный поход к берегам Турции. На борту находился подполковник медицинской службы, зав. кафедрой Военно-морской медицинской академии П. И. Бениваленский, проводивший испытания фенамина в качестве средства от сонливости. 11 июля в 80 милях от Поти С-31 обнаружила шумы подводной лодки (немецкой U-23) и преследовала её до вечера, в атаку выйти не смогла.
С 21 июля по 15 августа С-31 находилась в семнадцатом боевом походе, патрулировала мыс Тарханкурт. Утром 28 июля обнаружила конвой из быстроходных десантных барж (БДБ), но не смогла выйти в атаку. В тот же день обнаружила одиночную десантную баржу с конвойным катером, атаковала её двумя торпедами. Подводники слышали взрыв, немецкие моряки наблюдали промах торпеды и сбросили несколько глубинных бомб. 30 июля С-31 обнаружила одиночный транспорт, но распознала в нём судно-ловушку и не стала атаковать, «цель» преследовала лодку и сбросила 29 глубинных бомб. Лодка сменила район патрулирования, после чего вернулась на базу.
29 сентября С-31, сменившая штурмана, отправилась в восемнадцатый боевой поход, заняв позицию у мыса Тарханкурт. Лодке неоднократно встречались плавающие мины. 17 октября С-31 атаковала торпедами конвой, подводники слышали взрыв. Результатом этой атаки считалась БДБ F-418, однако она была повреждена советской авиацией и выбросилась на берег. Вечером 18 октября лодка выпустила торпеды по крупному транспорту с сильным эскортом. Подводники слышали два взрыва, однако по послевоенным документам победа не подтверждается. 27 октября лодка вернулась на базу.
28 ноября начался девятнадцатый боевой поход лодки, она в очередной раз патрулировала район мыса Тарханкурт. 5 декабря торпедная атака конвоя была безуспешной — возможно, торпеды прошли под целями из-за их малой осадки, а 9 декабря одна из четырёх выпущенных по конвою торпед потопила БДБ F-580 (водоизмещением 220 тонн), перевозившую 20 тонн боеприпасов и несколько артиллерийских орудий. 28 декабря С-31 вернулась на базу.

### 1944 год
В январе-феврале 1944 года С-31 успела пройти капитальный ремонт с постановкой в док. Двадцатый поход лодки начался 17 марта, причём командовал в походе Б. А. Алексеев, командир стоящей в ремонте С-33. Позиция лодки находилась к западу от Тарханкурта, затем её расширили к югу. После 11 апреля была начата эвакуация немецких войск из Крыма в Констанцу, и С-31 неоднократно атаковала идущие по этому маршруту суда. 13 апреля было безуспешно атаковано крупное румынское транспортное судно «Ардял» (5695 брт), 18 апреля С-31 выходила в атаку на повреждённый авиацией транспорт «Альба Юлия», но силам охранения удалось помешать лодке. 21 апреля С-31 вернулась на базу. Этот поход, длившийся пять недель, стал самым длинным для подводных лодок типа «С» на Чёрном море.
В мае-августе С-31 неоднократно находилась в ремонте, использовалась для испытания электрических торпед ЭТ-80, летом лодку посетил Главком ВМФ Н. Г. Кузнецов.
Последний, двадцать первый боевой поход С-31 прошёл с 16 августа по 15 сентября и прошёл у побережья Болгарии. Встреч с противником не было, зато одна за другой на лодке возникали поломки. К моменту возвращения С-31 на базу боевые действия на Чёрном море уже завершились. 5 ноября 1944 года С-31 была награждена званием Краснознамённой. В январе 1945 года подводная лодка Щ-215 навалилась на С-31 и повредила той лопасть винта.

### Послевоенная служба
До конца войны С-31 находилась в резерве, в 1945—1951 годах она стояла в капитальном ремонте, впоследствии базировалась на Поти и Туапсе.
14 марта 1955 года лодку исключили из боевого состава флота, она продолжала служить в качестве плавучей зарядной станции под названием ПЗС-23. С 1967 года переведена из Туапсе в Севастополь. В 1975 году ПЗС-23 списали окончательно и разделали на металл в Инкермане.

## Командиры
- 1939—1942: И. Ф. Фартушный — переведён на Л-23, погиб вместе с ней
- 1942—1945: Николай Павлович Белоруков — в дальнейшем контр-адмирал (1962), автор мемуаров о боевых походах С-31
- 1945—1947: Н. И. Смирнов — в дальнейшем адмирал флота (1973).
- 1948—1950: Б. С. Буянский
- 1950—1952: К. А. Агафонов
- 1952—1953: В. И. Кондратьев